# Schaafheim
Schaafheim est une municipalité allemande située dans le land de la Hesse et l'arrondissement de Darmstadt-Dieburg. Au XVIIIe siècle, le bailliage (Amt) de Schaafheim (Schafheim) faisait part du comté de Hanau-Lichtenberg, dont la capitale était à Bouxwiller en Alsace.

## Source
- (de) Cet article est partiellement ou en totalité issu de l’article de Wikipédia en allemand intitulé « Schaafheim » (voir la liste des auteurs).